# Паис-Ландин

Паис-Ландин на карте штата.

Паис-Ландин (порт. Paes Landim) — муниципалитет в Бразилии, входит в штат Пиауи. Составная часть мезорегиона Юго-восток штата Пиауи. Входит в экономико-статистический микрорегион Алту-Медиу-Канинде. Население составляет 4059 человек на 2010 год. Занимает площадь 401,378 км². Плотность населения — 10,11 чел./км².

## Демография
Согласно сведениям, собранным в ходе переписи 2010 г. Национальным институтом географии и статистики (IBGE), население муниципалитета составляет:
| Полное население                               | Полное население                               | Полное население                               | Полное население                               | 4059  |
| ---------------------------------------------- | ---------------------------------------------- | ---------------------------------------------- | ---------------------------------------------- | ----- |
| в том числе:                                   | Городское население                            | 2376                                           | Процент городского населения, %                | 58,54 |
|                                                | Сельское население                             | 1683                                           | Процент сельского населения, %                 | 41,46 |
|                                                | Мужское население                              | 2048                                           | Процент мужского населения, %                  | 50,46 |
|                                                | Женское население                              | 2011                                           | Процент женского населения, %                  | 49,54 |
| Плотность населения, чел/км²                   | Плотность населения, чел/км²                   | Плотность населения, чел/км²                   | Плотность населения, чел/км²                   | 10,11 |
| Население муниципалитета в % к населению штата | Население муниципалитета в % к населению штата | Население муниципалитета в % к населению штата | Население муниципалитета в % к населению штата | 0,13  |

По данным оценки 2016 года, население муниципалитета — 4071 житель.

## Статистика
- Валовой внутренний продукт на 2003 год составляет 11 519 472,00 реалов (данные: Бразильский институт географии и статистики).
- Валовой внутренний продукт на душу населения на 2003 год составляет 2787,87 реалов (данные: Бразильский институт географии и статистики).
- Индекс развития человеческого потенциала на 2000 год составляет 0,603 (данные: Программа развития ООН).